# Stern John
Stern John, född 30 oktober 1976, är anfallsspelare i WASA FC. Han har tidigare spelat i Trinidad och Tobagos fotbollslandslag. Han är bland annat känd för att ha gjort flest mål för Trinidad och Tobago genom tiderna.